# Prakttangara
Prakttangara (Tangara fastuosa) är en fågel i familjen tangaror inom ordningen tättingar.

## Utseende och läte
Prakttangaran är en 13,5 cm lång medlem av familjen som gör skäl för sitt namn med den hos hanen mycket färgglada fjäderdräkten. Huvudet är turkosgrönt, liksom hakan och manteln. På tygeln, runt näbben och strupen är den svart. Bröstet är lysande blått, mot buken mer ultramarinblått. Vingtäckarna är ljusare turkosblå, medan vingpennorna har mörkblå kanter och tertialerna breda orangefärgade kanter. Det svarta på ryggen sträcker sig över skuldrorna, medan den på nedre delen av ryggen och övergumpen är lysande orange. Stjärten är mörk med blå kanter på stjärtpennorna. Näbben är relativt stor och svart. Honan är liknande tecknad men mer dämpad i färgerna. Lätet är ett tunt "it-it-it". 

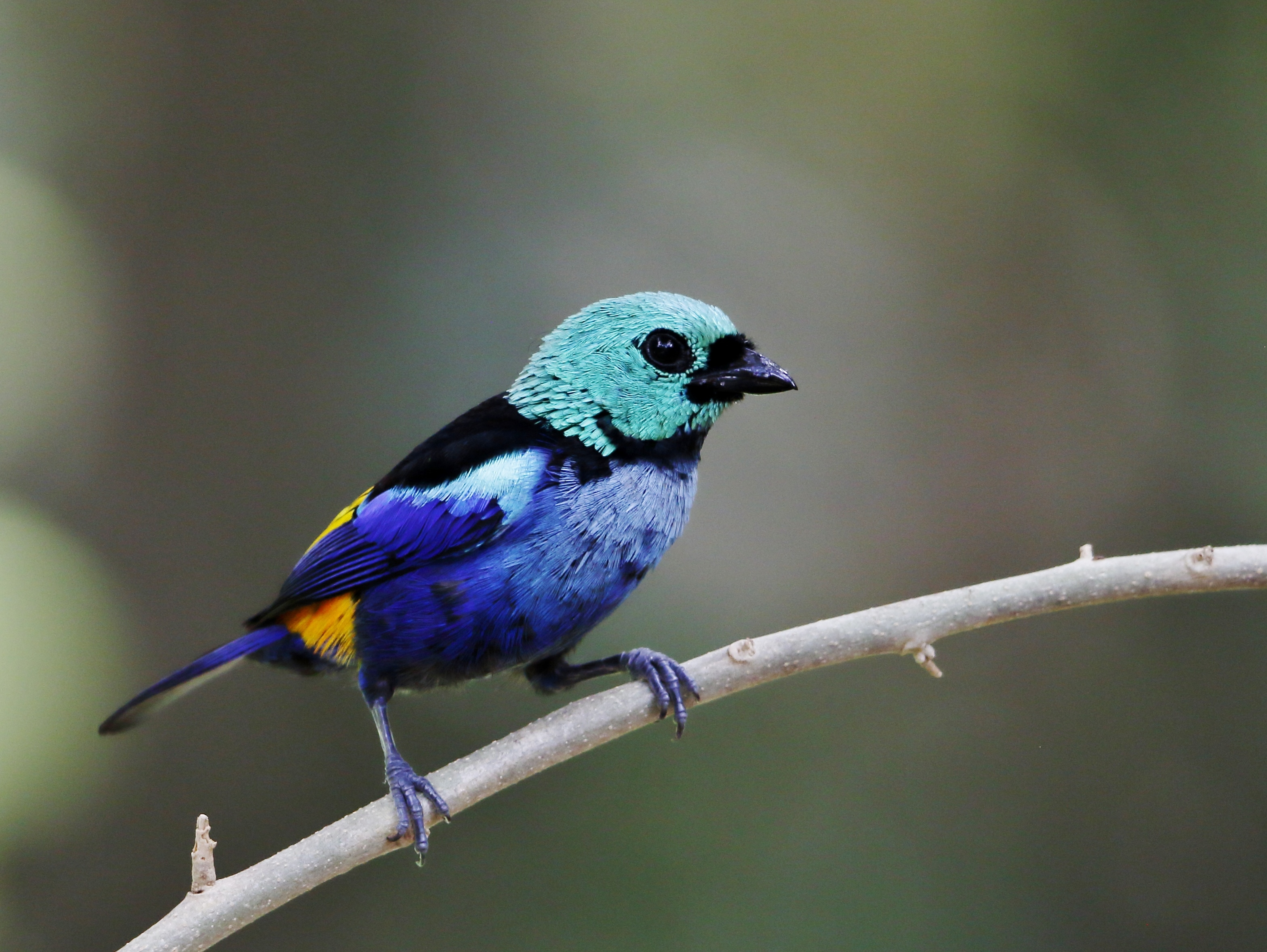

## Utbredning och systematik
Fågeln förekommer enbart i kustnära nordöstra Brasilien, i södra Paraíba, östra Pernambuco och Alagoas. Den behandlas som monotypisk, det vill säga att den inte delas in i några underarter.

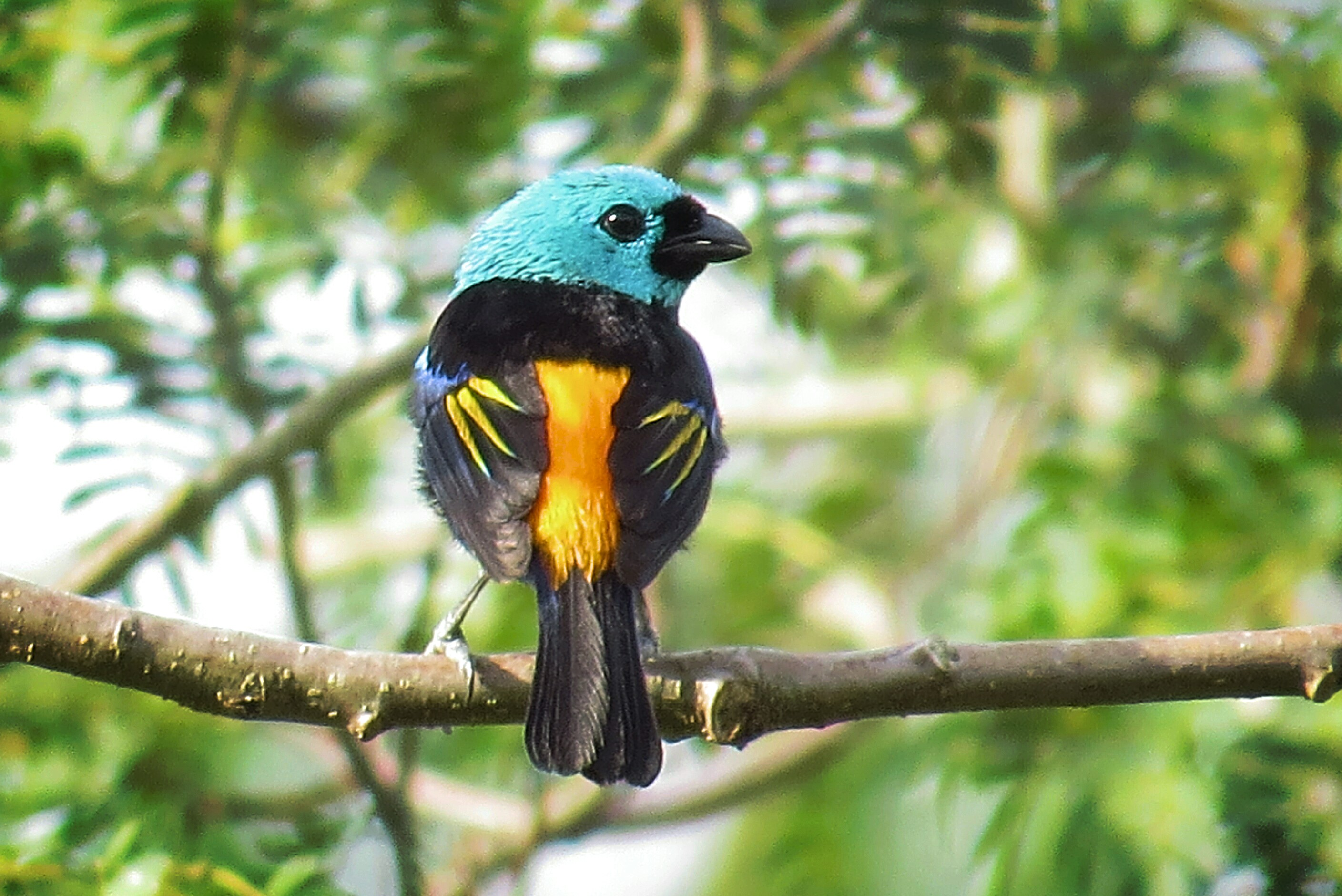

## Status och hot
Prakttangaran har en liten världspopulation bestående av uppskattningsvis endast 2 500–10 000 vuxna individer. Den tros också minska i antal till följd av habitatförlust och fångst för vidare försäljning i fågelindustrin. Fågeln är därför upptagen på internationella naturvårdsunionen IUCN:s röda lista över hotade arter, kategoriserad som sårbar (VU).